# Niepokalanek pospolity
Niepokalanek pospolity, niepokalanek zwyczajny, pieprz mnisi (Vitex agnus-castus L.) – gatunek rośliny z rodziny jasnotowatych (Lamiaceae). Występuje dziko w północnej Afryce, zachodniej i środkowej Azji (Tadżykistan, Turkmenistan, Uzbekistan) oraz wschodniej i południowej Europie. Rozprzestrzenia się również gdzieniegdzie poza tymi obszarami.  W Polsce dziko nie rośnie.

## Morfologia
OwoceOwoc niepokalanka jest owalny lub prawie kulisty, o średnicy do 5 mm. Pozostający na owocu kielich jest zielonawoszary, delikatnie owłosiony, zakończony 4–5 krótkimi ząbkami i obejmuje ⅔ do ¾ powierzchni owocu. Na przekroju poprzecznym widoczne są 4 komory, każda zawiera podłużne nasiono.

## Zastosowanie

### Roślina lecznicza
Surowiec zielarskiOwoc niepokalanka zwyczajnego (Fructus Agni casti fructus) – całe, dojrzałe, wysuszone owoce. Surowiec powinien zawierać nie mniej niż 0,08% kastycyny. Owoc zawiera diterpeny typu labdanu (głównie rotundifuran), irydoidy glikozydowe, flawonoidy.
DziałanieSkładniki, głównie diterpeny, wykazują działanie dopaminergiczne przez wiązanie się z receptorami dopaminowymi, w wyniku którego zmniejsza się wydzielanie prolaktyny, będące często przyczyną zaburzeń miesiączkowania. Surowiec ma również działanie estrogenne, które wykorzystuje się w łagodzeniu dolegliwości związanych z przekwitaniem u kobiet.
PrzeciwwskazaniaStosowany w umiarkowanych ilościach jest dobrze tolerowany, efekty uboczne są nieliczne. Unikać go powinny osoby, stosujące leki dopaminowe, anty-psychotyczne, przeciw chorobie Parkinsona, kobiety stosujące antykoncepcję hormonalną, hormonalną terapię zastępczą lub cierpiące na chorobę wrażliwą na hormony (np. rak piersi).